# Colin Greenwood (rugby)
Pour les articles homonymes, voir Greenwood.
Pas d'image ? Cliquez ici

a Compétitions nationales et continentales officielles uniquement.

b Matchs officiels uniquement.
Colin Greenwood , né le 25 janvier 1936 au Cap et mort le 3 octobre 1998 à George, est un joueur de rugby à XV international sud-africain et rugby à XIII international sud-africain évoluant au poste de centre à XV et centre à XIII. Il tient le rôle d'entraîneur en XIII lors d'une saison à North Sydney en Australie.

## Biographie
Colin Greenwood est né au Cap (Cap-Occidental) et est mort à l'âge de 62 ans à George dans la même province.
Il obtient sa première sélection sous le maillot de l'équipe d'Afrique du Sud de rugby à XV lors d'une opposition contre l'Irlande le 13 mai 1961. Il décide de changer de code en rejoignant le club anglais de Walkefield, évoluant en rugby à XIII. Placé à l'aile, il prend une part active dans le titre de la Challenge Cup 1963 contre Wigan au stade de Wembley devant 84 492 spectateurs.
Durant la période estivale de 1963, il rejoint l'équipe d'Afrique du Sud de rugby à XIII et fait partie de la tournée de l'Afrique du Sud de rugby à XIII en Australie et Nouvelle-Zélande. Il dispute les deux test-matchs programmés contre l'Australie perdus 6-34 et 21-54. Il reste la saison suivante en Australie en rejoignant North Sydney en Championnat de Nouvelle-Galles du Sud jusqu'en 1968, devenant même entraîneur-joueur lors de cette dernière saison.

## Palmarès

### Rugby à XV

#### Détails en sélection
| Matchs internationaux de Colin Greenwood en rugby à XV | Matchs internationaux de Colin Greenwood en rugby à XV | Matchs internationaux de Colin Greenwood en rugby à XV | Matchs internationaux de Colin Greenwood en rugby à XV | Matchs internationaux de Colin Greenwood en rugby à XV | Matchs internationaux de Colin Greenwood en rugby à XV | Matchs internationaux de Colin Greenwood en rugby à XV | Matchs internationaux de Colin Greenwood en rugby à XV | Matchs internationaux de Colin Greenwood en rugby à XV | Matchs internationaux de Colin Greenwood en rugby à XV | Matchs internationaux de Colin Greenwood en rugby à XV | Matchs internationaux de Colin Greenwood en rugby à XV |
|                                                        | Date                                                   | Adversaire                                             | Résultat                                               | Compétition                                            | Poste                                                  | Points                                                 | Essais                                                 | Pen.                                                   | Drops                                                  |                                                        |                                                        |
| ------------------------------------------------------ | ------------------------------------------------------ | ------------------------------------------------------ | ------------------------------------------------------ | ------------------------------------------------------ | ------------------------------------------------------ | ------------------------------------------------------ | ------------------------------------------------------ | ------------------------------------------------------ | ------------------------------------------------------ | ------------------------------------------------------ | ------------------------------------------------------ |
| sous les couleurs de l'Afrique du Sud                  |                                                        |                                                        |                                                        |                                                        |                                                        |                                                        |                                                        |                                                        |                                                        |                                                        |                                                        |
| 1.                                                     | 13 mai 1961                                            | Irlande                                                | 24-8                                                   | Test match                                             | -                                                      | 6                                                      | 2                                                      | -                                                      | -                                                      |                                                        |                                                        |

### Rugby à XIII

#### Détails en sélection
| Matchs internationaux de Colin Greenwood en rugby à XIII | Matchs internationaux de Colin Greenwood en rugby à XIII | Matchs internationaux de Colin Greenwood en rugby à XIII | Matchs internationaux de Colin Greenwood en rugby à XIII | Matchs internationaux de Colin Greenwood en rugby à XIII | Matchs internationaux de Colin Greenwood en rugby à XIII | Matchs internationaux de Colin Greenwood en rugby à XIII | Matchs internationaux de Colin Greenwood en rugby à XIII | Matchs internationaux de Colin Greenwood en rugby à XIII | Matchs internationaux de Colin Greenwood en rugby à XIII | Matchs internationaux de Colin Greenwood en rugby à XIII | Matchs internationaux de Colin Greenwood en rugby à XIII |
|                                                          | Date                                                     | Adversaire                                               | Résultat                                                 | Compétition                                              | Poste                                                    | Points                                                   | Essais                                                   | Pen.                                                     | Drops                                                    |                                                          |                                                          |
| -------------------------------------------------------- | -------------------------------------------------------- | -------------------------------------------------------- | -------------------------------------------------------- | -------------------------------------------------------- | -------------------------------------------------------- | -------------------------------------------------------- | -------------------------------------------------------- | -------------------------------------------------------- | -------------------------------------------------------- | -------------------------------------------------------- | -------------------------------------------------------- |
| sous les couleurs de l'Afrique du Sud                    |                                                          |                                                          |                                                          |                                                          |                                                          |                                                          |                                                          |                                                          |                                                          |                                                          |                                                          |
| 1.                                                       | 20 juillet 1963                                          | Australie                                                | 6-34                                                     | Test match                                               | Demi d'ouverture                                         | -                                                        | -                                                        | -                                                        | -                                                        |                                                          |                                                          |
| 2.                                                       | 27 juillet 1963                                          | Australie                                                | 21-54                                                    | Test match                                               | Demi d'ouverture                                         | 6                                                        | 2                                                        | -                                                        | -                                                        |                                                          |                                                          |